# Reloj de torre
Un reloj de torre o reloj de torreta es un reloj diseñado para instalarse en lo alto de la pared de un edificio, generalmente en una torre de reloj, en edificios públicos como iglesias, edificios universitarios o ayuntamientos; como servicio público para permitir a la comunidad saber la hora. Tiene una gran cara visible desde lejos y, a menudo, un mecanismo de sonería o carillón, que hace sonar las campanas según las horas.
El reloj de torre es uno de los primeros tipos de reloj. A partir del siglo XII en Europa, las ciudades y los monasterios construyeron relojes en altas torres para tocar campanas y llamar a la comunidad a la oración. Los relojes públicos desempeñaron un papel importante en la medición del tiempo en la vida diaria hasta el siglo XX, cuando los relojes personales se volvieron lo suficientemente baratos como para que la gente común pudiera comprarlos. Hoy en día, las funciones de difusión del tiempo de los relojes de torre no son muy necesarias, y se construyen y conservan principalmente por motivos tradicionales, decorativos y artísticos.
Para hacer girar las grandes manecillas y hacer funcionar el mecanismo de sonería, este debe ser más potente que el de los relojes normales. Los relojes de torre tradicionales son grandes relojes de péndulo que funcionan con pesas colgantes, pero los modernos suelen funcionar con electricidad.

## Historia

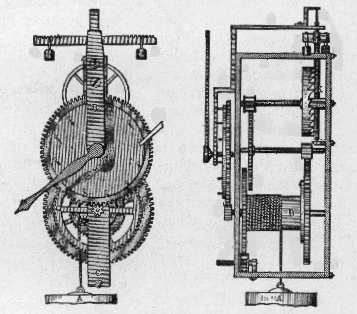
Mecanismo de reloj de torre de volante y foliot en el reloj De Wyck (De Vick), construido en París por Henri de Wyck en 1379.

### Relojes de agua
Los relojes de agua se conocían ya en el siglo XVI a. C. y se utilizaban en el mundo antiguo, pero eran relojes domésticos. A partir de la Edad Media, alrededor del año 1000 d. C., se inventaron los relojes de agua de sonería, que hacían sonar las campanas en las horas canónicas con el fin de llamar a la comunidad a la oración. Instalado en torres de reloj de catedrales, monasterios y plazas de las ciudades para que pudieran oírse a largas distancias, estos fueron los primeros relojes de torre. En el siglo XIII, las ciudades de Europa competían entre sí para construir los relojes más bellos y elaborados. Los relojes de agua marcaban el tiempo según la velocidad del agua que fluía a través de un orificio. Dado que el caudal varía con la presión, que es proporcional a la altura del agua en el recipiente de origen, y la viscosidad, que varía con la temperatura durante el día, tenían una precisión limitada. Otras desventajas eran que requerían transportar agua manualmente en un balde desde un pozo o río para llenar el depósito del reloj todos los días, y se congelaba completamente en invierno.

### Relojes de volante y foliot
Los primeros relojes totalmente mecánicos que surgieron en Europa a finales del siglo XIII marcaban el tiempo con un foliot y un volante regulador. En la segunda mitad del siglo XIV se instalaron más de 500 relojes de torre en edificios públicos de toda Europa. Los nuevos relojes mecánicos eran más fáciles de mantener que los relojes de agua, ya que la energía para hacer funcionar el reloj se obtenía girando una manivela para levantar un peso sobre una cuerda, y tampoco se congelaban durante el invierno, por lo que se convirtieron en el mecanismo estándar utilizado en los relojes de torre que se estaban instalando en campanarios de iglesias, catedrales, monasterios y ayuntamientos de toda Europa.
El mecanismo de cronometraje de volante y foliot en estos primeros relojes mecánicos era muy inexacto, ya que el primitivo volante de foliot no tenía un resorte de equilibrio para proporcionar una fuerza de restauración, por lo que el volante no era un oscilador armónico con una frecuencia resonante inherente o «ritmo»; su velocidad variaba con las variaciones en la fuerza del mecanismo de engranaje. El error en los primeros relojes mecánicos podía ser de varias horas al día, y por lo tanto, el reloj tenía que ser puesto a cero frecuentemente por el paso del sol o de las estrellas.

### Relojes de péndulo
El reloj de péndulo fue inventado y patentado en 1657 por el científico holandés Christiaan Huygens, inspirado en las propiedades superiores de cronometraje del péndulo, descubierto a partir de 1602 por el científico italiano Galileo Galilei. Estos relojes eran mucho más precisos que los anteriores relojes de foliot, mejorando la precisión del cronometraje de los mejores relojes de precisión de 15 minutos por día a quizás 10 segundos por día. En unas pocas décadas, la mayoría de los relojes de torre de toda Europa fueron reconstruidos para convertir el anterior mecanismo de foliot en pendular. Casi ningún ejemplo de los mecanismos originales de volante y foliot de estos primeros relojes ha sobrevivido hasta el día de hoy.
La precisión del reloj de péndulo aumentó con la invención del escape de áncora en 1657 por Robert Hooke, que rápidamente reemplazó al primitivo foliot en los relojes de péndulo. El primer reloj de torre con el nuevo mecanismo fue el Reloj de Wadham College, construido en Wadham College, Oxford, Reino Unido, en 1670, probablemente por el relojero Joseph Knibb. El escape de áncora redujo el ancho de oscilación del péndulo de 80 a 100° en el reloj foliot a 3-6°, lo que redujo en gran medida la energía consumida por el péndulo y permitió utilizar péndulos más largos. Mientras que los relojes domésticos suelen utilizar un péndulo de 1 segundo, de 1 metro de largo, los relojes de torre suelen utilizar un péndulo de 1,5 segundos, de 2,25 m de largo, o un péndulo de dos segundos, de 4 m de largo. 
Los relojes de torre tenían un error que no se encontraba en otros relojes: el par variable en las ruedas de engranaje causado por el peso de las enormes manecillas externas del reloj mientras giraban, que empeoraba con las cargas estacionales de nieve, hielo y viento en estas.  Las variaciones de fuerza aplicadas al péndulo por la rueda de escape hicieron variar el período del péndulo. Durante el siglo XIX se inventaron mecanismos de escape especializados para mitigar este problema. En el tipo más común, llamado escapes de gravedad, en lugar de aplicar la fuerza del mecanismo de engranajes para empujar el péndulo directamente, la rueda de escape levantaba una palanca ponderada, que luego se soltaba y su peso empujaba al péndulo durante su oscilación hacia abajo. Esto aisló el péndulo de las variaciones en la fuerza motriz. Uno de los tipos más utilizados fue el escape de gravedad de tres patas inventado en 1854 por Edmund Beckett (Lord Grimsthorpe).

### Relojes eléctricos
Los relojes de torre eléctricos y los relojes híbridos mecánicos/eléctricos se introdujeron a finales del siglo XIX.
Algunos relojes de torre mecánicos se dan cuerda mediante un motor eléctrico, que son todavía considerados relojes mecánicos.

## Tabla de los primeros relojes de torre públicos
Esta tabla muestra algunos de los relojes de torre que se instalaron en toda Europa. Está imcompleto y sirve principalmente para ilustrar el número de instalaciones. Apenas quedan mecanismos que daten de antes de 1400 y, debido a la extensa reconstrucción de los relojes, se cuestiona la autenticidad de los que sobreviven. Lo poco que se sabe sobre sus mecanismos se obtiene principalmente de fuentes manuscritas.
La columna «país» se refiere a las fronteras internacionales actuales (2012). Por ejemplo, Colmar era una ciudad de Alemania en 1370, pero ahora pertenece a Francia.

### SigloXIII
Se cree que el borde y el escape de foliot se introdujeron en algún momento a finales del siglo XIII, por lo que muy pocos o alguno de estos relojes tenía mecanismos de foliot; la mayoría eran relojes de agua o, en algunos casos, posiblemente de mercurio.
| Año      | País       | Lugar      | Instalado en           | Nombre                       | Tipo        | Primera mención                                                                                 | Comentario |
| -------- | ---------- | ---------- | ---------------------- | ---------------------------- | ----------- | ----------------------------------------------------------------------------------------------- | --- |
| 1283     | Inglaterra | Dunstable  | Priorato               | Horologium                   | Desconocido | Anales del priorato de 1283 – Eodem anno fecimus horologium quod est supra pulpitum collocatum. | Probablemente un reloj de foliot porque estaba instalado sobre el Coro alto, donde habría sido difícil rellenar un reloj de agua, se ha propuesto como el reloj mecánico más antiguo conocido.                               |
| 1284     | Inglaterra | Exeter     | Catedral de Exeter     | Catedral de Exeter           | Desconocido | concesión concedida en julio de 1284 al campanero Roger de Ropford, para reparar el «orologium» | Es improbable que este reloj 1284 tuviera un mecanismo foliot. El reloj mencionado probablemente era un reloj de agua. En 1423, se instaló un nuevo reloj, de los que probablemente todavía se pueden ver restos hoy en día. |
| 1286     | Inglaterra | Londres    | Catedral de San Pablo  | Reloj Bartholomo Orologiario | Desconocido | Compotus Bracini 1286                                                                           | Probablemente un reloj de agua |
| 1288 (?) | Inglaterra | Oxford     | Merton College         |                              | Desconocido | Documentos de becarios «Expense orologii»                                                       | Probablemente un reloj de agua |
| 1290     | Inglaterra | Norwich    | Catedral de Norwich    |                              | Desconocido | Documentos del sacristán de 1290 «In emendacione orologio»                                      | Probablemente un reloj de agua |
| 1291     | Inglaterra | Ely        | Catedral de Ely        |                              | Desconocido | Documentos del Sacristán de 1291 «pro custodia orologii»                                        | Probablemente un reloj de agua |
| 1292     | Inglaterra | Canterbury | Catedral de Canterbury | Novum Orologium              | Desconocido | Lista de obras del prior Enrique de Eastry «novum orologium mangum in Ecclesia»                 | Probablemente un reloj de agua |

### SigloXIV
Durante el siglo XIV, la aparición del foliot reemplazó a los relojes de agua de alto mantenimiento. No se sabe exactamente cuándo sucedió eso y cuáles de los relojes de principios del siglo XIV eran relojes de agua y cuáles usaban un foliot.
El reloj de Heinrich von Wieck de París que data de 1362 es el primer reloj del que se sabe con certeza que tenía foliot. El hecho de que haya un aumento repentino en el número de instalaciones registradas indica que estos nuevos relojes utilizan mecánicos verge & foliot. Esto sucede a partir del año 1350 en adelante.
| Año       | País       | Localidad              | Instalado en                           | Nombre                                      | Tipo | Mencionado en | Comentario |
| --------- | ---------- | ---------------------- | -------------------------------------- | ------------------------------------------- | --- | --- | --- |
| 1304      | Alemania   | Érfurt                 | Abadía benedictina de San Peter        | "Schelle"                                   | Desconocido | Consagración de «Petronella» y «Scolastica» | Probablemente un reloj mecánico. |
| 1305      | Alemania   | Augsburgo              | Catedral                               |                                             | Desconocido | El «Domkustos» E. v. Nidlingen dona a la catedral un «reloj bueno y bien ajustado» | Probablemente un reloj mecánico. |
| 1306      | Inglaterra | Salisbury              | Catedral de Salisbury                  |                                             | Desconocido | Su construcción concluyó el 26 de agosto de 1306: "Antes de que el reloj de la catedral diera la una, ninguna persona debía comprar ni hacer comprar... | Probablemente un reloj de agua. |
| 1308      | Francia    | Cambrai                | Catedral                               |                                             | Desconocido | Se menciona un reloj, que fue reparado y equipado con figuras móviles en 1348, y equipado con un carillón y un ángel en 1398 | |
| 1309      | Italia     | Milán                  | Iglesia de San Eustorgio               |                                             | Desconocido | Se menciona un reloj metálico, que fue reparado en 1333 y 1555 | |
| 1314      | Francia    | Caen                   | Iglesia de St. Pierre                  |                                             | Desconocido | Se menciona un reloj de carillón | |
| 1316      | Polonia    | Brzeg                  | Ayuntamiento                           |                                             | Desconocido | Los pesos del reloj aún están presentes. Nueva campana fundida para el reloj 1370, reemplazada por el nuevo reloj 1414 | |
| 1322      | Inglaterra | Norwich                | Priorato de la catedral de Norwich     | Reloj astronómico de la catedral de Norwich | Reloj astronómico | El rollo sacrista de la catedral de Norwich de 1322 a 1325 menciona la construcción e instalación de un reloj que tenía una gran esfera astronómica y autómatas que incluían 59 imágenes y un coro o procesión de monjes. | Primer relato detallado de la organización y de los artesanos y materiales involucrados en dicho proyecto. |
| 1325–43   | Francia    | Cluny                  | Colegiata de la iglesia                |                                             | Desconocido | Petrus de Chastelux construyó un nuevo reloj | |
| 1327      | Inglaterra | St Albans              | Catedral de St Albans                  |                                             | Reloj astronómico | Dibujos | El primer reloj del que existe una descripción detallada del escape tenía un escape "estroboscópico", una variación de un foliot con dos ruedas de escape. |
| 1336      | Italia     | Milán                  | Ayuntamiento                           |                                             | Reloj de sonería público con esfera de 24 horas. | Annales Mediolanenses Anónimos | Según Bilfinger, este es el primer reloj de carillón mecánico y podría haber sido fabricado por De Dondi. Es la primera vez que se menciona un reloj que da horas consecutivas, por ejemplo una vez a la una, dos veces a las dos, etc. y que da el día y la noche. Como hay descripciones detalladas de lo que hace el reloj, se consideró una novedad. Otro candidato al primer reloj mecánico. |
| 1348–64   | Italia     | Padua                  | Torre del castillo                     | Astrarium                                   | Reloj astronómico con volante, plataforma y corona. | Il Tractatus Astarii | Giovanni de Dondi |
| 1351      | Inglaterra | Castillo de Windsor    | Torre mayor                            |                                             | | Fabricado en Londres por tres Lombardos (de Italia) que llegaron el 8/4/1352 y se marcharon el 24 de mayo de 1352. | |
| 1351      | Italia     | Orvieto                | Torre del reloj al lado de la catedral |                                             | Reloj de carillón con jacquemart | | |
| 1352–1354 | Francia    | Estrasburgo            | Catedral                               |                                             | Reloj astronómico. Tres esferas: esfera del año inferior con días santos, esfera de la hora media, procesión horaria superior de tres reyes ante María, en la parte superior un gallo cantando. | | Fuera de servicio en 1547. |
| 1353      | Italia     | Génova                 |                                        |                                             | Reloj de carillón | | |
| 1354      | Italia     | Florencia              | Palazzo Vecchio                        |                                             | | | |
| 1355–71   | Italia     | Regio de Calabria      |                                        |                                             | Reloj de carillón | | |
| 1356      | Italia     | Bolonia                | Torre del castillo                     |                                             | Reloj de carillón | | |
| 1356–1361 | Alemania   | Núremberg              | Iglesia de Nuestra Señora              |                                             | Reloj de carillón con visualización de los príncipes electores alrededor del Káiser. | | Sustituido en 1508/09 por el reloj del exterior de la Iglesia de Nuestra Señora. |
| 1359      | Alemania   | Frankenberg            | Iglesia del Buen Pastor                |                                             | Reloj astronómico con los tres reyes magos alrededor de la Virgen María. | | |
| 1359      | Italia     | Siena                  | Torre de la ciudad                     |                                             | | Bartolo Giordi monta un reloj en la torre de la ciudad. | |
| 1361      | Alemania   | Fráncfort del Meno     | Catedral                               |                                             | Reloj astronómico | | Construido por Jacob, mejorado en 1383, puesto fuera de servicio en 1605. |
| 1361      | Alemania   | Múnich                 | Torre de la ciudad                     |                                             | | Se menciona un reloj. | |
| 1362      | Bélgica    | Bruselas               | Iglesia de San Nicolás                 |                                             | Desconocido | Se menciona un reloj de torre | |
| 1362      | Italia     | Ferrara                | Torre del castillo                     |                                             | | Reloj situado en la torre del castillo. | |
| 1362–1370 | Francia    | París                  | Torre del Reloj                        |                                             | Reloj de carillón de foliot | El poema de Froissart "L'Horloge amoureuse" menciona el reloj. También existe un dibujo. | Un dibujo del mecanismo en funcionamiento muestra la construcción del marco de una puerta. Construido por el alemán Heinrich von Wiek. |
| 1364      | Alemania   | Augsburgo              | Perlachturm                            |                                             | Reloj de carillón | | El reloj fue reparado en 1369 y se le añadieron los cuartos de hora en 1526. |
| 1365–1367 | Inglaterra | Londres                | Palacio de Westminster                 |                                             | Desconocido | | Una torre de reloj en el muro norte al final del Jardín del Rey, frente a la entrada del gran salón, se inició en 1365 y se terminó en 1367. |
| 1366      | España     | Toledo                 | Catedral                               |                                             | | El orfebre Gonzalo Pérez suministra un reloj para la torre de la catedral. | |
| 1366–1368 | Suiza      | Zúrich                 | Iglesia de San Pedro                   |                                             | Reloj de carillón | El maestro Chunrad von Cloten construye un reloj de carillón para la Petersturm. | |
| 1366      | Inglaterra | Kent                   | Castillo de Queenborough               |                                             | Reloj de carillón | | |
| 1367      | Polonia    | Wrocław                | Ayuntamiento                           |                                             | | Se menciona un reloj en el ayuntamiento. | |
| 1368      | Inglaterra | Kings Langley          | Kings Langley Manor                    |                                             | Reloj de carillón | Eduardo III otorgó una patente que otorgaba salvoconducto a tres relojeros flamencos, que probablemente construyeron el reloj. | Después de la expiración de la patente en 1369, John Lincoln fue nombrado guardián del reloj real. |
| 1368      | Chequia    | Opava                  |                                        |                                             | | El Ayuntamiento firma un contrato con el maestro Swelbel para suministrar un reloj. | |
| 1369      | Alemania   | Maguncia               | Iglesia de San Quintín                 |                                             | Reloj de carillón | | |
| 1370      | Francia    | Colmar                 | Torre de la catedral                   |                                             | Reloj de carillón | | |
| 1370      | Polonia    | Świdnica               |                                        |                                             | | El ayuntamiento contrata los servicios del maestro Swelbel para que le proporcione un reloj tan bueno o mejor que el reloj de Varsovia. | |
| 1371      | Inglaterra | York                   | Catedral de York                       |                                             | Reloj de carillón | El rollo de la construcción de la Catedral de York registra un nuevo reloj fabricado por John Clareburgh en 1371 por £ 13 6 chelines. | |
| 1372      | Bélgica    | Golzinne               | Castillo                               |                                             | Reloj de carillón | Louis Defiens proporciona un reloj de carillón para el castillo | |
| 1372–1373 | Francia    | Estrasburgo            | Catedral                               |                                             | Reloj de carillón | Heinrich Halder montó un reloj de carillón en la torre de la catedral. | |
| 1376      | Bélgica    | Gante                  | Belfried                               |                                             | Reloj de carillón | | |
| 1376      | Francia    | Sens                   |                                        |                                             | | Se construyó un reloj con varias campanas | |
| 1376      | Francia    | Beauté-sur-Marne       | Castillo                               |                                             | | Pierre de S. Béate diseñó un reloj para el castillo. | |
| 1377      | Bélgica    | Dendermonde            | Campanario                             |                                             | | Jan van Delft diseñó un reloj para el campanario. | |
| 1377      | Francia    | Valenciennes           | Ayuntamiento                           |                                             | | El reloj del ayuntamiento se sustituye y se equipa con 2 figuras de carillón. | |
| 1377      | Italia     | Vicenza                | Ayuntamiento                           |                                             | Reloj de carillón | El maestro Facius Pisanus construyó un nuevo reloj de carillón para el ayuntamiento. | |
| 1377      | Bélgica    | Ypres                  | Campanario                             |                                             | Reloj de carillón con varias campanas. | | |
| 1380      | Alemania   | Bamberg                | Catedral                               |                                             | | Reloj instalado en la catedral | |
| 1380      | Francia    | Nieppe                 | Castillo                               |                                             | | Pierre Daimville fue contratado para construir un reloj de metal que pesase 300 libras para el castillo, que ya contaba con un reloj | |
| 1382–84   | Alemania   | Hamburgo               | Iglesia de San Nicolás                 |                                             | Reloj de carillón | El herrero Schinkel suministró un reloj de carillón público para la iglesia de San Nicolás (Nikolaikirche) | |
| 1383–1384 | Francia    | Dijon                  | Notre-Dame                             |                                             | Reloj de carillón | Un reloj tomado de Cortrique en Bélgica fue instalado en la torre de Notre-Dame en 1382. | |
| 1383      | Alemania   | Fritzlar               |                                        |                                             | | Se menciona un reloj de torre | |
| 1383      | Francia    | Lyon                   | Iglesia de St. Jean                    |                                             | Reloj de carillón | Mención de un pequeño reloj sonoro en San Juan. | |
| 1384      | Alemania   | Friedberg              |                                        |                                             | Reloj de carillón | Wernher von Ilbenstedt fabrica un reloj sonoro. | |
| 1384      | Alemania   | Minden                 | Catedral                               |                                             | | Se menciona la reparación del reloj de la catedral. | |
| 1385      | Suiza      | Lucerna                | Graggenturm                            |                                             | Reloj de carillón | El herrero H. Halder suministra un reloj de carillón para la Graggenturm y deja un manual para el tratamiento del reloj. | Las instrucciones de funcionamiento de este reloj fueron escritas y se refieren claramente a un reloj de foliot. El "cejo gemuete [estado de ánimo feliz/agitado]" es el foliot. |
| 1386      | Alemania   | Brunswick              | Katharinenkirche                       |                                             | | Marquard proporciona un reloj para la Katharinenkirche. La catedral ya tenía reloj en 1346. | |
| 1386      | Inglaterra | Salisbury              | Catedral de Salisbury                  | Reloj de la Catedral de Salisbury           | Reloj de carillón | Escrituras | Podría no ser el reloj que se exhibe en la catedral. |
| 1386      | Alemania   | Wurzburgo              | Catedral                               |                                             | | Se menciona un reloj en la catedral. | |
| 1388      | Francia    | Béthune                | Campanario                             |                                             | Reloj de carillón | Los ciudadanos de Béthune querían reconstruir el campanario existente y poner un reloj. "... pour pouvoir reconstruire leur beffroi qui etait a present moult demolis et venus k ruyne et en peril de keir (tomber) de jour en jour et en obtenir l'autorisation d'y placer une orloge pour memore des heures de jour et de nuit sicomme il est en pluseurs autres lieux et bonnes villes du paus environ". (Aquí tenemos una referencia sobre lo comunes que se habían vuelto los relojes de torre: se refieren a "un reloj para recordar las horas del día y de la noche como ahora es común en otros lugares y buenas ciudades ...". Esta es también una referencia que muestra que los relojes de torre marcaban la hora de día y de noche.) | |
| 1388      | Alemania   | Magdeburgo             | Catedral de Magdeburgo                 |                                             | Reloj de carillón | Se menciona un reloj de carillón en la catedral. | |
| 1389      | Francia    | Ruan                   | Campanario                             |                                             | Reloj de carillón | Jehan de Felains pagó 70 libras por un reloj para el campanario. | |
| 1391      | Francia    | Metz                   | Catedral                               |                                             | Reloj de carillón | Fabricado por Heinrich von Wieck. | |
| 1392      | Francia    | Chartres               |                                        |                                             | Reloj de carillón | El relojero y herrero Philibert Mauvoisin recibió instrucciones de fabricar un reloj de carillón parecido al del castillo de París. | |
| 1392      | Alemania   | Hannover               | iglesia del mercado                    |                                             | | Los herreros Meistorpe y Hans Krieten construyeron un reloj para la iglesia del mercado. | |
| 1392–1393 | Inglaterra | Wells                  | Catedral de Wells                      |                                             | Reloj de carillón | | Es cuestionable si este es el reloj que ahora se muestra en el Museo Británico de Londres. |
| 1394      | Alemania   | Stralsund              | Iglesia de San Nicolás                 |                                             | Reloj astronómico | Nikolaus Lilienfeld construyó un reloj para la iglesia de San Nicolás (Nikolaikirche). | |
| 1395      | Alemania   | Bad Doberan            | Iglesia                                |                                             | Reloj astronómico | En la iglesia se colocó un reloj astronómico similar al de Stralsund. | |
| 1395      | Alemania   | Espira                 | Altburgtor                             |                                             | Reloj de carillón | Se sabe de un reloj de carillón en Altburgtor y en Predigerkirche. | |
| 1398–1401 | Alemania   | Villingen-Schwenningen |                                        |                                             | Reloj astronómico | El maestro Claus Gutsch fabricó un reloj astronómico inspirado en el reloj de Estrasburgo. | |

Resulta evidente que incluso en ciudades pequeñas podían permitirse el lujo de instalar relojes de carillón públicos, que ahora son comunes en toda Europa.
No se conocen mecanismos supervivientes de esta época (aparte de las afirmaciones de Salisbury y Wells).